# カジミェシュ・マルチンキェヴィチ
カジミェシュ・マルチンキェヴィチ（ Kazimierz Marcinkiewicz, 1959年12月20日 - ）は、ポーランドの政治家。